# Guy III de Joinville
Guy III de Joinville, né en 1124 et mort le 18 janvier 1190 en la vallée de Josaphat, fut comte-évêque de Châlons (en Champagne) de 1164 à 1190.

## Biographie
Guy naquit de Roger de Joinville et de Adélaïde de Vignory. Il fut élu en 1163, l'évêque de Reims Henry lui refusait la consécration. Il fallut l'intercession du roi Louis VII et du pape Alexandre III pour qu'elle prenne effet en 1164.
Les relations entre l'évêque et l'archevêque furent toujours très tendues. Guy de Joinville se montra généreux lors de la sécheresse puis l afamine qui ensuivi en 1176-77 en distribuant des aides, il aidait aussi Jean de Salisbury réfugié en Champagne. Il régla de nombreux litiges et partages entre les différentes abbayes de sa circonscription.
Il favorise l'enseignement gratuit en sa ville donnée par tous, aussi bien les ecolâtres du chapitre que les abbayes. Il était en cela soutenu par le pape Alexandre ; il porte pour la première fois le titre officiel de comte et pair ecclésiastique lors du sacre de Philippe-Auguste en 1179.
Guy de Joinville parti en famille, frères et neveux, pour la Troisième croisade et décède en la vallée de Josaphat en 1190 pour y reposer